# Leningradskaja
Leningradskaja (in russo Ленинградская?; fino al 1934 si chiamava Umanskaja) è un centro abitato (stanica) della Russia, situato nel Territorio di Krasnodar. È il centro amministrativo del distretto Leningradskij.
Il villaggio si trova nella steppa settentrionale del territorio di Krasnodar, sul fiume Sosyka (affluente dell'Eja). A 180 km da Krasnodar e a 120 km da Rostov sul Don.